# Knoblauchsrauke
Die Knoblauchsrauke (Alliaria petiolata), auch Knoblauchskraut, Lauchhederich, Lauchkraut, Knoblauchhederich genannt, ist eine Pflanzenart aus der Gattung Alliaria innerhalb der  Familie der Kreuzblütengewächse (Brassicaceae). Sie ist in Europa weit verbreitet. Die Trivialnamen beziehen sich auf den Knoblauchduft, der beim Zerreiben der Blätter entsteht.

## Beschreibung

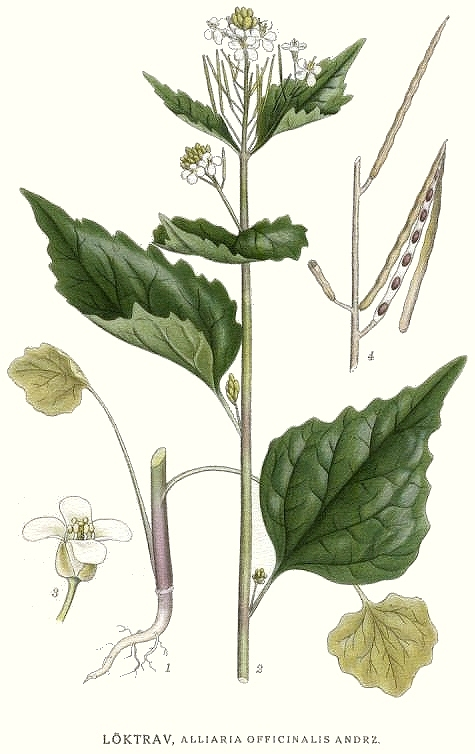
Illustration

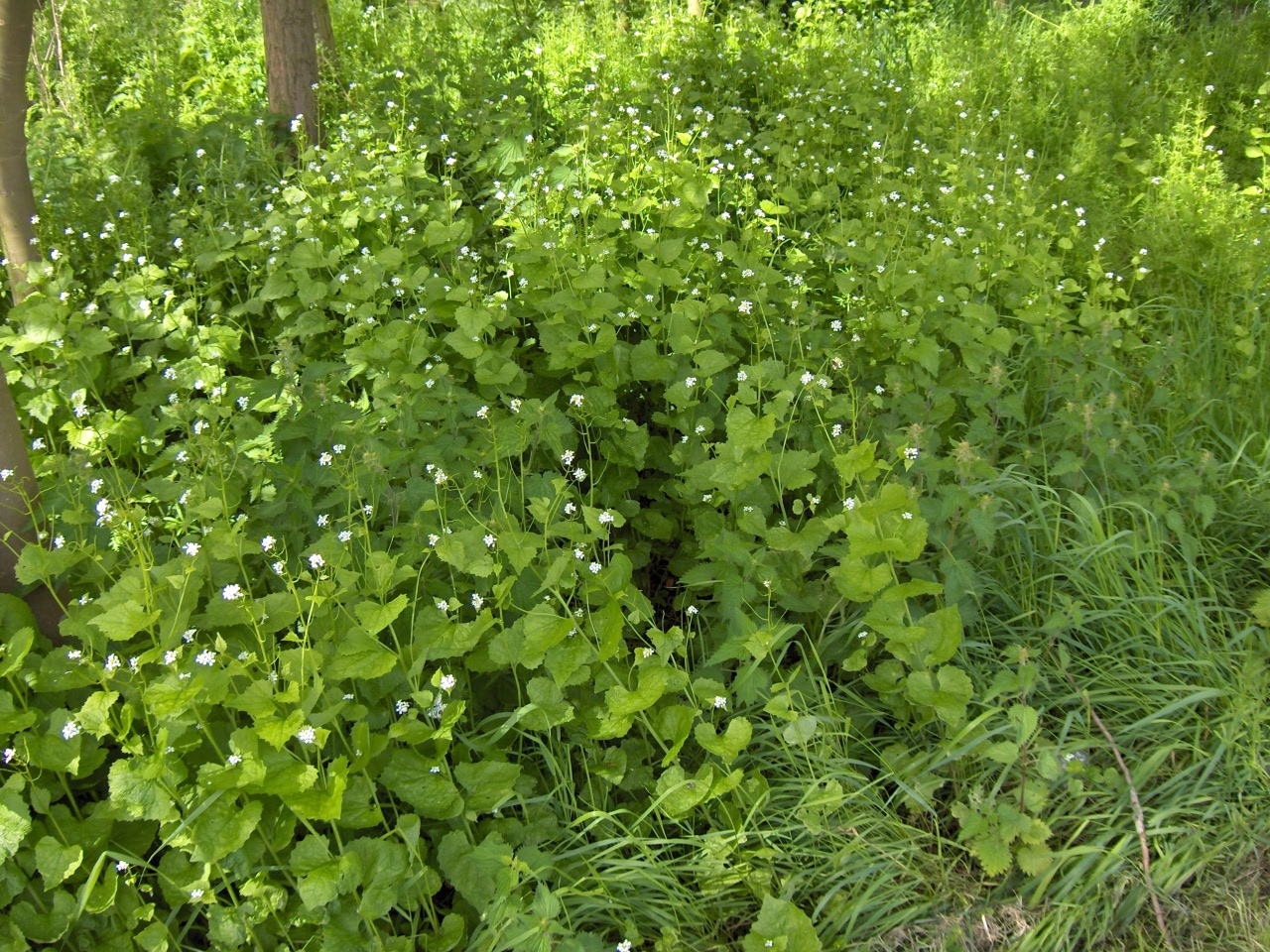
Bestand im Randbereich von Gehölzen

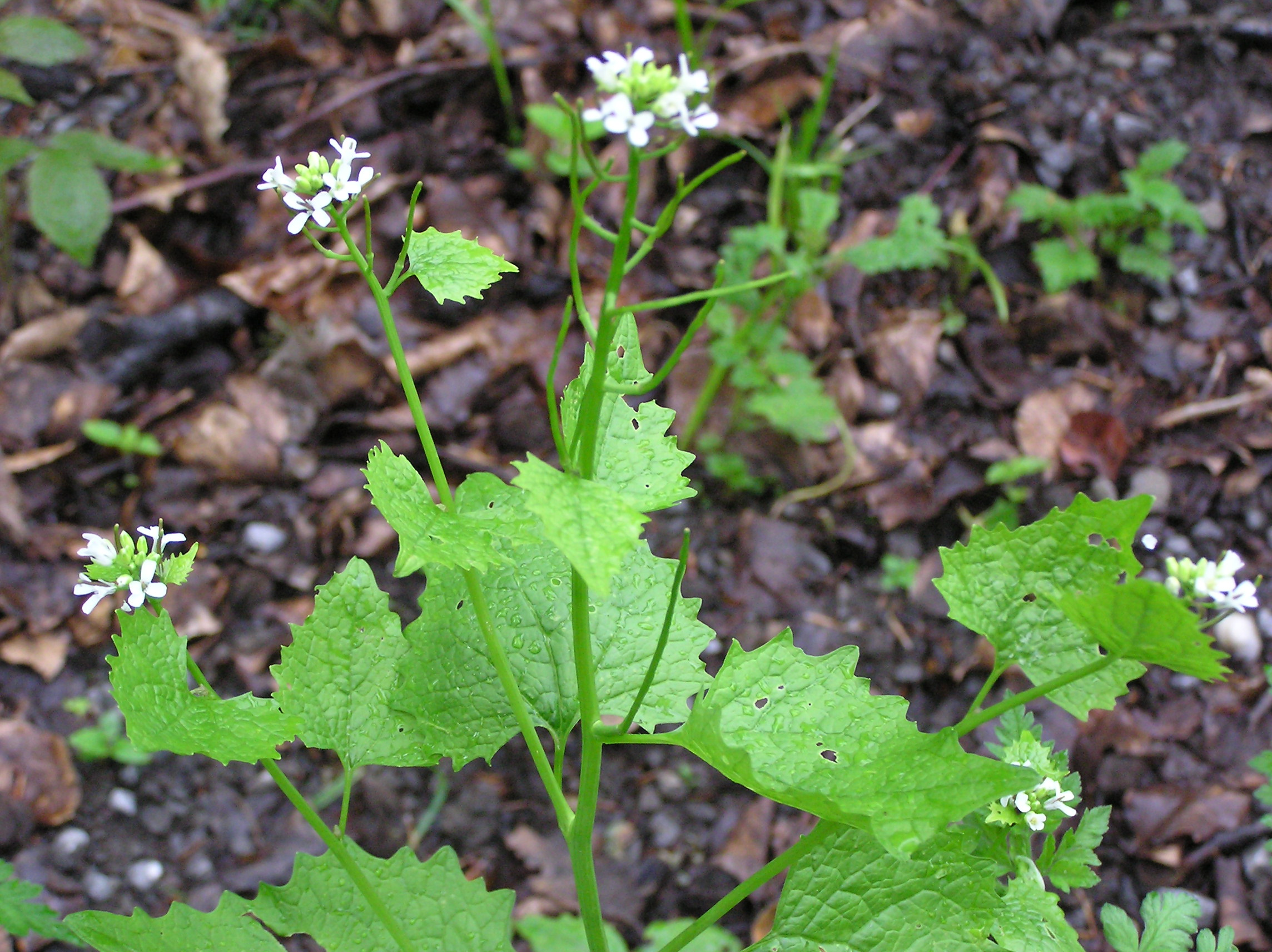
Habitus im typischen Habitat

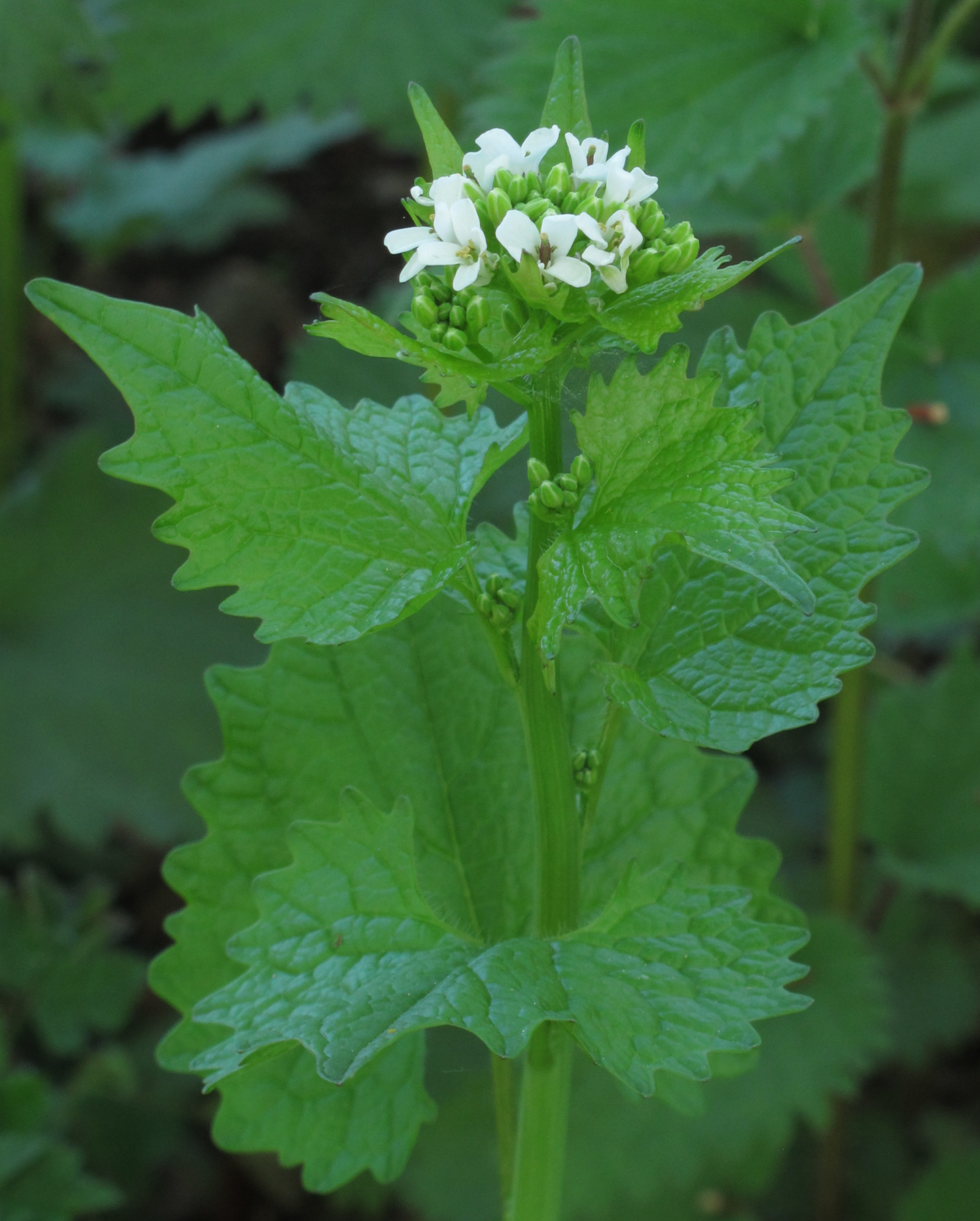
Blüten und Laubblätter

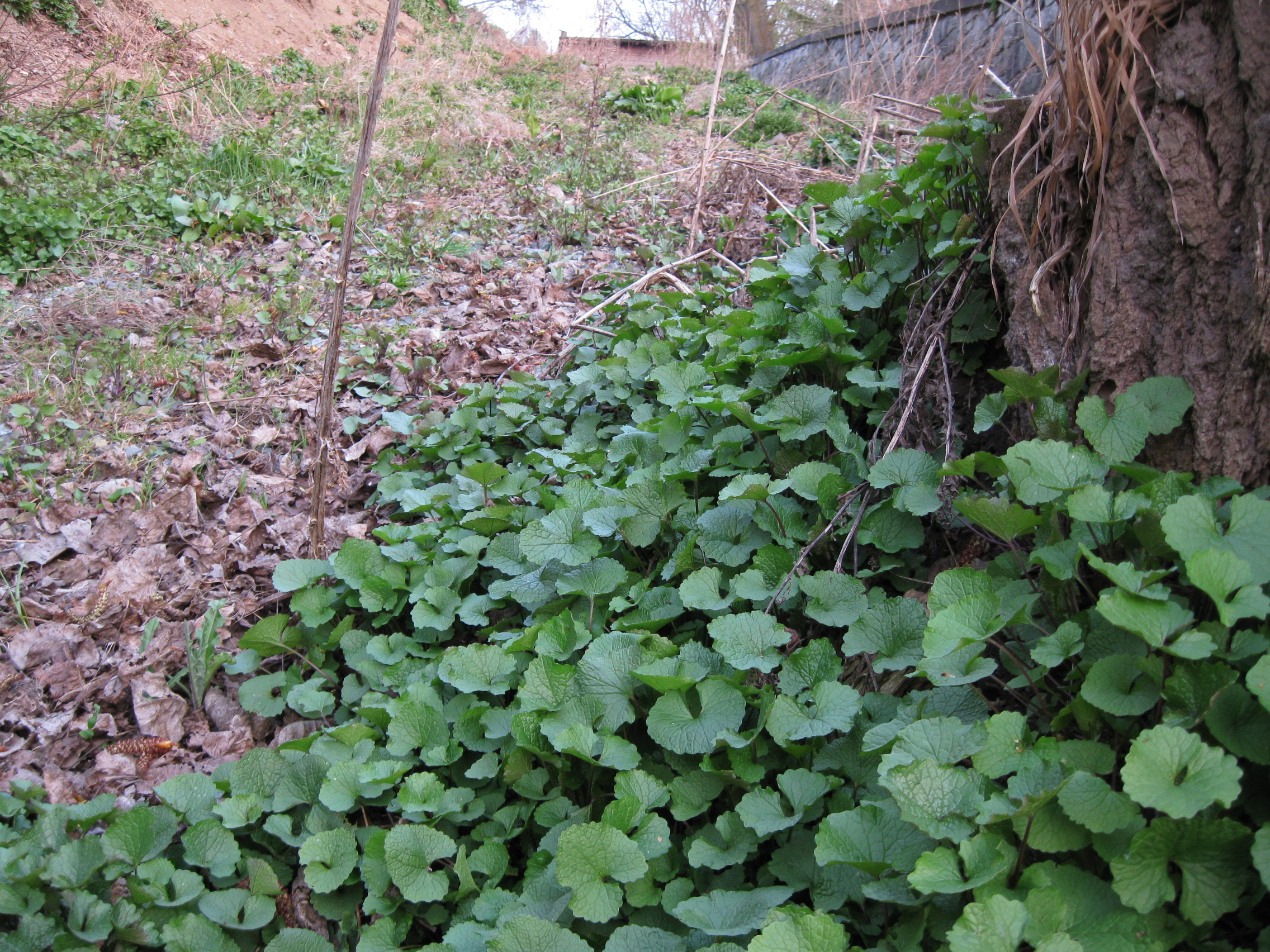
Habitus vor der Blüte, im Monat April

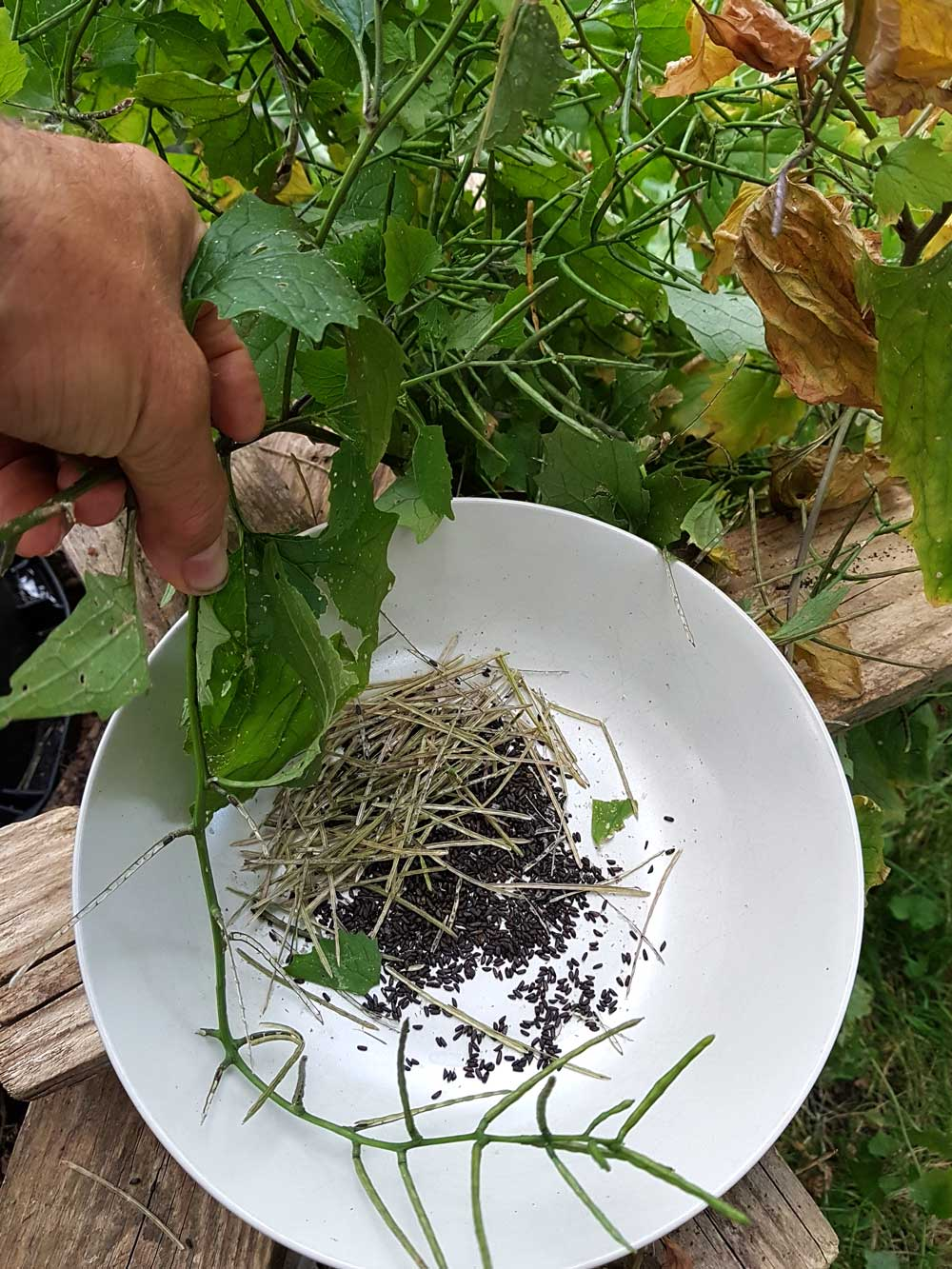
Schwarze Samen und grüne Schoten Anfang Juli

### Erscheinungsbild und Blatt
Die Knoblauchsrauke ist eine zwei- bis mehrjährige krautige Pflanze, die Wuchshöhen von 20 bis 100 Zentimetern erreicht. Sie besitzt eine lange Pfahlwurzel. Der Stängel ist schwach vierkantig, im basalen Bereich entwickelt er eine schwache Behaarung.
Die lang gestielten, nierenförmigen Grundblätter sind am Rand buchtig gekerbt. Die Stängelblätter sind wechselständig angeordnet. Sie weisen eine herzförmige Blattspreite mit gebuchtetem Rand auf.

### Blütenstand und Blüte
Die Knoblauchsrauke blüht von April bis Juli. In einem endständigen, traubigen Blütenstand sitzen viele Blüten. Die Blütenstiele sind dünn und meist nur etwa so lang wie der Kelch. Die zwittrigen Blüten sind, wie für Kreuzblütler typisch, vierzählig sowie 5 bis 8 Millimeter groß. Die vier weißen Kronblätter und vier Kelchblätter sind frei. Die Kelchblätter sind schmal eiförmig und 2 bis 3 Millimeter lang. Die Kronblätter sind länglich verkehrt-eiförmig und in einen kurzen Nagel verschmälert.  Die Blüten besitzen sechs Staubblätter, von denen die zwei seitlichen deutlich kürzer sind. Am Blütenboden, am Grund der Staubblätter, sind ringförmig die Nektardrüsen angeordnet. Der Fruchtknoten ist grün und schlank und durch eine Scheidewand in zwei Fächer geteilt. Der Griffel ist 2 bis 2 Millimeter lang und unter der gestutzten Narbe keulenförmig angeschwollen.

### Frucht und Samen
Der befruchtete Fruchtknoten entwickelt sich zu einer Schote von drei bis sieben Zentimetern Länge. Die Schote ist dünn, im unreifen Zustand grün und mit nur zwei Millimetern Durchmesser nicht wesentlich dicker als der vormalige Blütenstiel. Die Fruchtklappen der Schote haben einen kantig vorspringenden Mittelnerv. Die Schote enthält in jedem der zwei Fächer sechs bis acht Samen, die jeweils nur etwa drei Millimeter lang und ausgereift von schwarzbrauner Farbe sind.
Mit zunehmender Reife verändert sich aufgrund des dann stattfindenden Austrocknungsprozesses die Farbe der Schote von grün zu hellbraun. Ist die Schote voll ausgereift, reißen die beiden Fruchtklappen von unten nach oben allmählich auf und fallen schließlich ab. Die Samen werden dabei noch nicht verstreut. Sie sind mit kurzen Stielen an der Scheidewand der Schote befestigt.

### Chromosomenzahl
Die Chromosomenzahl beträgt 2n = 36 oder 42.

## Ökologie
Die Knoblauchsrauke ist ein zweijähriger (bis ausdauernder) Hemikryptophyt und eine Schaftpflanze. Sie ist bis 1 Meter hoch, an mageren Standorten wurden aber fruchtende Pflanzen mit Wuchshöhen von nur 5 Zentimetern gefunden, was ein gutes Beispiel für die Modifikationsbreite dieser Art gibt.
Zur optimalen Lichtausnutzung sind die unteren Laubblätter relativ groß und lang gestielt und werden nach oben hin deutlich kleiner und kurzstieliger.
Pflanzeninhaltsstoffe wirken allelopathisch auf das Wachstum von Mykorrhizapilzen ein und hemmt bzw. unterbindet dieses. Da wiederum viele Keimlinge von Bäumen von diesen Pilzen abhängen, unterbindet die Knoblauchsrauke so indirekt das Aufkommen von Gehölz in ihrer unmittelbaren Umgebung.

### Synökologie
Vegetative Vermehrung wird über unterirdische Ausläufer und Wurzelsprosse sichergestellt.
Die Knoblauchsrauke bietet den Nektar, der sich an der Basis der Blüte sammelt, frei zugänglich an. So finden sich neben Bienen, Fliegen und Schwebfliegen auch Käfer als bestäubende Insekten ein. Zusätzlich zur Fremdbestäubung ist der Knoblauchsrauke Selbstbestäubung möglich.
Die Knoblauchsrauke breitet ihre Samen überwiegend durch Semachorie aus. Werden die Stängel, an denen die Schoten schräg ausgerichtet hängen, vom Wind oder von vorbeistreifenden Tieren oder Menschen in Bewegung versetzt, lösen sich die ausgereiften Samen von der Schote ab und werden ausgestreut. Wie viele andere Pflanzen auch verfügt die Knoblauchsrauke über mehrere Ausbreitungsstrategien. Bei Regen verschleimen die Samen und bleiben im Fell vorbeistreifender Tiere haften. Sie werden durch diese Strategie, die sogenannte Epichorie, über eine größere Distanz verschleppt als durch die Semachorie.
Der Tagfalter Waldbrettspiel (Pararge aegeria) saugt gern am Nektar der Knoblauchsrauke. Sie dient auch dem Aurorafalter (Anthocharis cardamines) als Nektarpflanze und zugleich neben dem Wiesenschaumkraut dessen Raupen als Futterpflanze.  Als Futterpflanze nutzt sie außerdem der stark gefährdete Mehlfarbene Raukenspanner (Lithostege farinata). Polyphag ernähren sich die Raupen der Achateule (Phlogophora meticulosa) und des Grünader-Weißlings (Pieris napi) von der Knoblauchsrauke. Oligophag sind die Raupen des Kreuzblütler-Blattspanners (Xanthorhoe designata) und Gemeinen Blattspanners (Xanthorhoe fluctuata) auf die Art angewiesen.

## Vorkommen
Die Knoblauchsrauke wächst wild in den meisten Teilen Europas, Vorderasiens und Zentralasiens bis China und Indien und kommt stellenweise auch in Nordafrika vor. Die Knoblauchsrauke ist in Nordamerika und Südamerika ein Neophyt, der als invasive Pflanze gilt. Sie ist vermutlich durch europäische Siedler bewusst als Küchenkraut und Heilpflanze nach Nordamerika verschleppt worden (sogenannte Ethelochorie).
Sie ist eigentlich eine Pflanzenart der Laubwälder, gedeiht aber besonders gut in Gebüschen und Hecken sowie an Mauern und Wegrainen, in Gärten und auf Schuttplätzen (Ruderalstellen). Sie befindet sich dort häufig in der Gesellschaft von Brennnesseln. Wie diese schätzt sie frische, stickstoffreiche Lehmböden. Sie ist häufig auch in schattigen Parkanlagen und in Gehölzen im städtischen Raum zu finden.
Die Knoblauchsrauke ist ein Stickstoffzeiger und eine Halbschattenpflanze. Auch in Astgabeln von Bäumen kann sie epiphytisch wachsen. Sie ist eine Charakterart der Ordnung Glechometalia hederaceae.
In den Allgäuer Alpen steigt sie in Bayern nahe der Scheuen-Alpe südöstlich Balderschwang bis zu 1080 Meter über Meereshöhe auf. Im Kanton Wallis erreicht sie sogar 1800 Meter.
Die ökologischen Zeigerwerte nach Landolt et al. 2010 sind in der Schweiz: Feuchtezahl F = 3+ (feucht), Lichtzahl L = 2 (schattig), Reaktionszahl R = 4 (neutral bis basisch), Temperaturzahl T = 4 (kollin), Nährstoffzahl N = 5 (sehr nährstoffreich bis überdüngt), Kontinentalitätszahl K = 3 (subozeanisch bis subkontinental).

## Taxonomie
Die Erstbeschreibung erfolgte 1753 durch Carl von Linné in Species Plantarum, Tomus 2, S. 660–661 als Erysimum alliaria. Unter der Gattung Alliaria konnte dieses Artepitheton aber keine Verwendung finden. Daher wurde das nächstälteste Epitheton als Basionym gesucht. Es fand sich bei Friedrich August Marschall von Bieberstein in  Flora taurico-caucasica, Band 2, S. 126, 1808 als Arabis petiolata. Die Neukombination zu Alliaria petiolata (M.Bieb.) Cavara & Grande wurde 1913 durch Fridiano Cavara und Loreto Grande in Bull. Orto Bot. Regia Univ. Napoli, 3, S. 418 veröffentlicht. Weitere Synonyme für Alliaria petiolata (M.Bieb.) Cavara & Grande sind: Erysimum alliaria L., Sisymbrium alliaria (L.) Scop.,  Alliaria officinalis Andrz., Alliaria officinalis Andrz. ex M.Bieb. Der Name Alliaria von Allium als „Lauchpflanze“ abgeleitet, taucht bei Hieronymus Bock und Leonhart Fuchs im 16. Jahrhundert auf.

## Nutzung
Die Knoblauchsrauke hat im Mittelalter und der frühen Neuzeit eine gewisse Rolle als Gewürzpflanze gespielt und geriet, als Gewürze preisgünstiger und damit für alle Bevölkerungsschichten erschwinglich wurden, als solche zunehmend in Vergessenheit. Ähnlich wie beim Bärlauch entdeckt die moderne Kräuterküche allmählich die Knoblauchsrauke in zunehmendem Maße wieder. Allerdings lässt sich die Knoblauchsrauke nicht so vielfältig verwenden wie der Bärlauch, da ihre Geschmacksstoffe flüchtiger sind.

### Die Knoblauchsrauke als Heilpflanze
Die Knoblauchsrauke wurde früher zu Heilzwecken verwendet. Sie wirkt antiseptisch, leicht harntreibend und schleimlösend. Man sagt ihr darüber hinaus auch antiasthmatische Eigenschaften nach. In der Volksmedizin wurden aus den Blättern Breiumschläge zur Behandlung von Insektenstichen und Wurmerkrankungen hergestellt.

### Verwendung als Gewürz

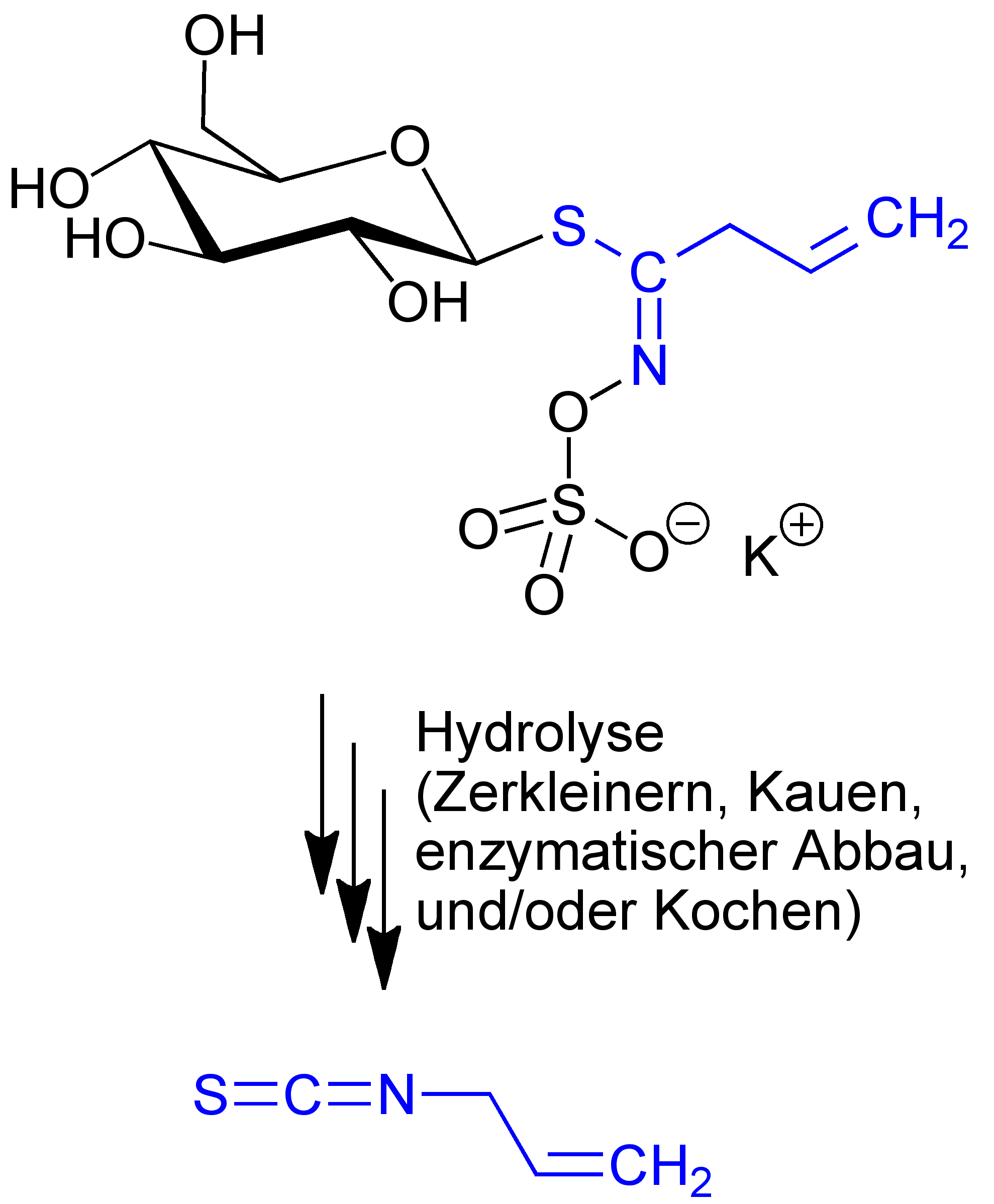
Allylisothiocyanat (unten, blau markiert) bildet sich bei der Hydrolyse von Sinigrin, einem Inhaltsstoff der Knoblauchsrauke.

Knoblauchsrauke (Alliaria petiolata) wurde schon vor 4000 v. Chr. im Mesolithikum als Gewürz benutzt, wie Phytolithen an Scherben von Tontöpfen aus Neustadt in Holstein an der Ostsee und Stenø in Dänemark zeigen. Damit ist die Knoblauchsrauke das älteste bekannte einheimische Gewürz.
Im Mittelalter wurde die Knoblauchsrauke mit ihrem pfeffrig-knoblauchartigen Geschmack vor allem von der ärmeren Bevölkerung genutzt, die sich die teuren Gewürze nicht leisten konnte. Sie wurde im Mittelalter aus diesem Grund sogar in Gärten angebaut. Zum Essen werden die Blätter von April bis Juni gesammelt. Der Engländer John Evelyn, der 1699 ein Kochbuch Acetaria, a Discourse on Sallets schrieb, nannte die Pflanze unter anderem Jack-by-the hedge – was als Hinweis auf ihre Häufigkeit zu verstehen ist – sowie Alliaria und sauce alone. Des Weiteren wies er darauf hin, dass die Pflanze viele wertvolle medizinische Eigenschaften habe und  „besonders von Leuten auf dem Lande als Salat gegessen werde, wo sie wild unter Bänken und Hecken wachse“. Auch heute werden die jungen Blätter der Knoblauchsrauke in England noch häufig für Sandwichfüllungen verwendet.
Der scharfe Geschmack der Knoblauchsrauke ist auf ätherische Öle und das Glukosid Sinigrin zurückzuführen, das den Glukosiden ähnelt, die in anderen Mitgliedern der Kohlfamilie zu finden sind. Beim Kochen verflüchtigt sich allerdings der pfeffrig-knoblauchartige Geschmack. Knoblauchsrauke muss daher Speisen in rohem Zustand beigegeben werden.
Die moderne Kräuterküche hat die Knoblauchsrauke wiederentdeckt und mischt die feingehackten Blätter in Salatsoßen und Quark- oder Frischkäsemischungen oder als Zutat für Pesto. Darüber hinaus werden die geschmacksintensiven Blüten verwendet, um salzige Sorbets und Salate zu dekorieren.
Die schwarzen Samen der Knoblauchsrauke lassen sich ähnlich wie Pfefferkörner verwenden und haben einen sehr scharfen Geschmack.